# 国鉄C61形蒸気機関車20号機

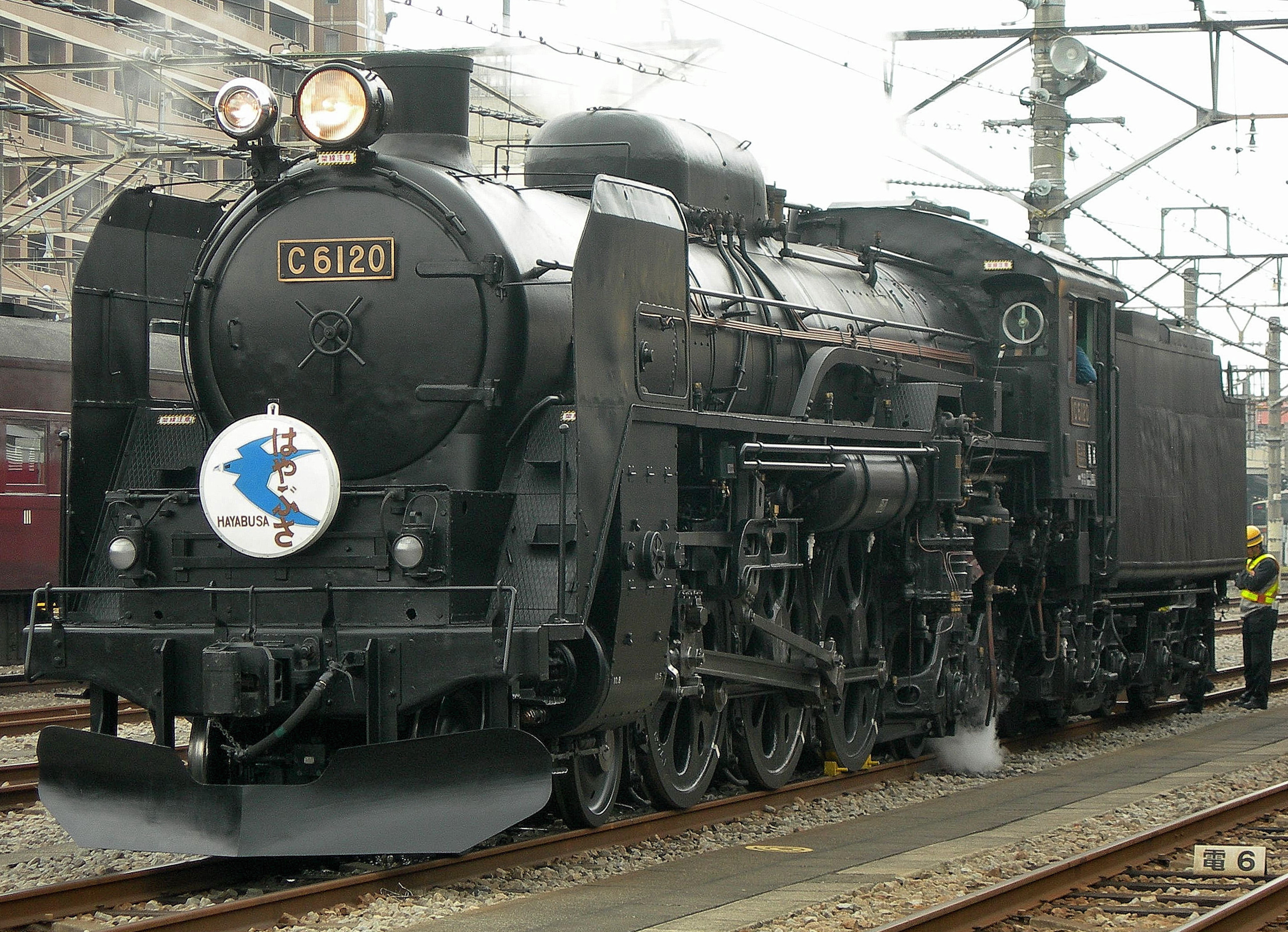
「はやぶさ」のヘッドマークを装着したC61 20

C61 20は、東日本旅客鉄道（JR東日本）が大宮総合車両センターで動態復元した蒸気機関車 (SL) で、日本国有鉄道（国鉄）が製造したC61形蒸気機関車の1両である。

## 経歴

### 現役時代から保存まで

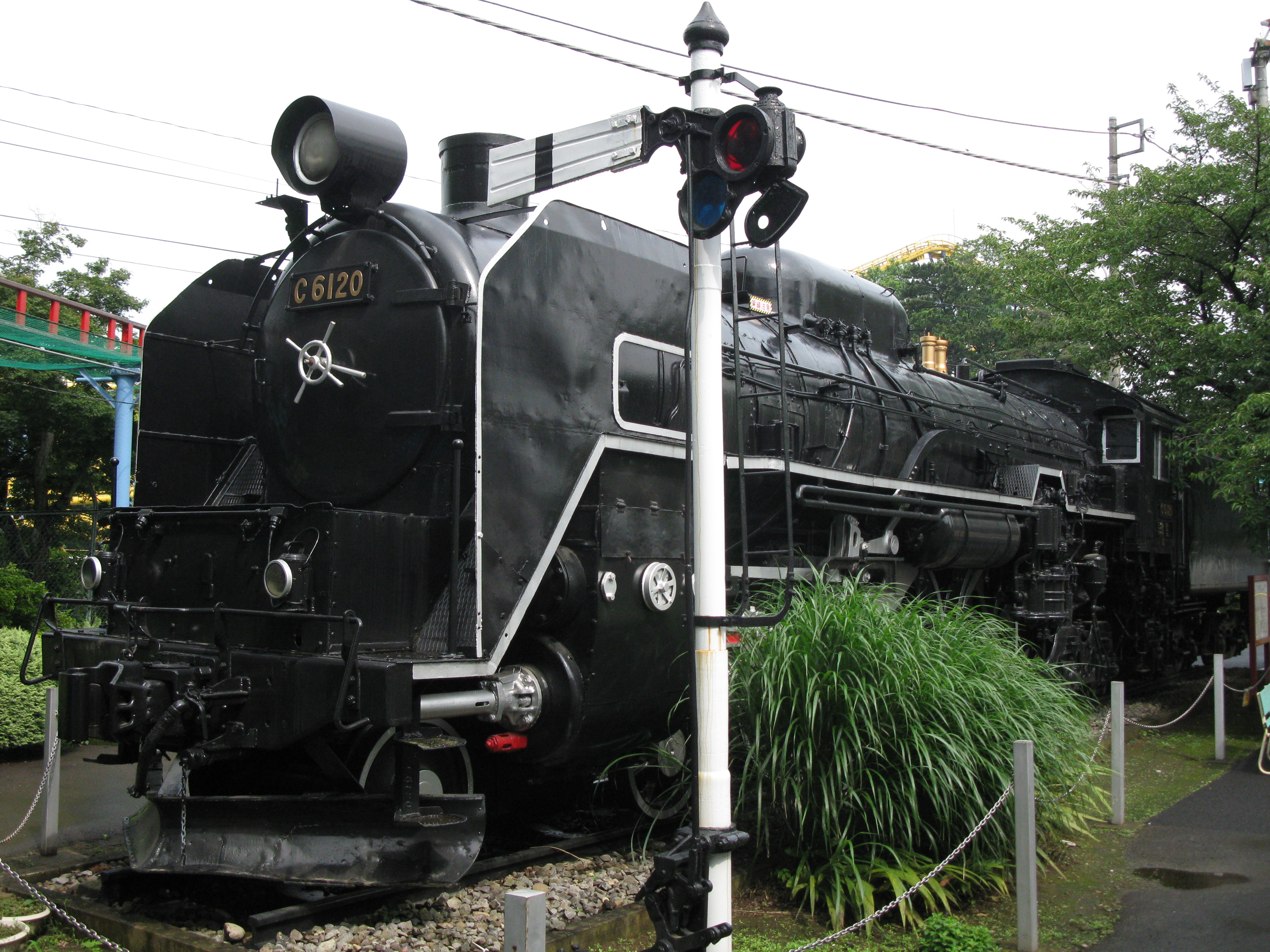
伊勢崎市の華蔵寺公園遊園地にて静態保存されていた頃のC61 20

C61 20は、戦時形のためそのまま使い続けるにしても何らかの改修が必要であったD51 1094のボイラーを流用し、1949年（昭和24年）8月1日に三菱重工業三原製作所にて製造番号 659として落成した。8月30日、青森機関区に新製配置された。のちに仙台機関区へ転属し、当時の花形特急「はつかり」や「はくつる」などの牽引を担うため長らく在籍するが、1966年12月14日に再び青森機関区へ戻ることとなる。5年後の1971年、東北本線や奥羽本線の電化が進み活躍の場を失った当機は、終焉の地として九州地方の宮崎機関区へと赴き、9月19日より運用開始。急行「日南51号」から貨物列車まで様々な列車の牽引に充当され、1973年（昭和48年）8月28日に廃車となった。新製から廃車までの走行距離は286万9,889 kmに及んだ。
廃車当時はSLブームであったこともあり、当機は国鉄から無償譲渡され、群馬県伊勢崎市の華蔵寺公園遊園地で静態保存されることとなった。1973年12月18日に鹿児島鉄道管理局の出水機関区（出水駅）を出発し、12月27日に高崎操車場へと到着。伊勢崎の地にやってきたのは年明けの1974年1月17日、その後当地で組立作業が行われ、静態保存機として展示が開始されたのは3月に入ってからのことである。

### 静態保存から復元工事完了まで

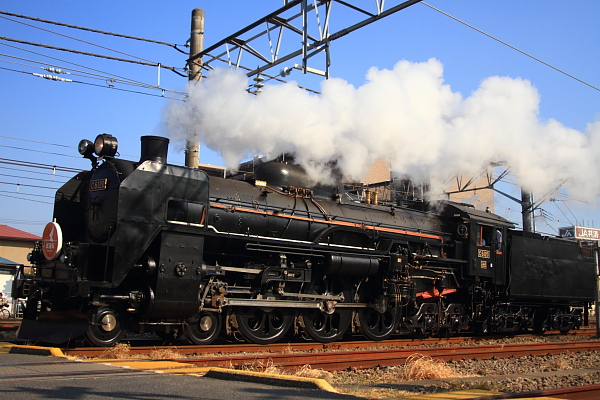
大宮総合車両センターの手で復元されたC61 20。（2011年2月23日 大宮総合車両センター試運転線にて）

当機は保存当初から雨除けの屋根などはかけられず、直射日光や雨、まれに雪を被るなどの何処にでもある静態保存機としての体（てい）であった。しかし、煙突に蓋がされ、時おり公園の管理者やボランティアによって整備がなされたこともあり、外観は比較的良好な状態を保っていた。また、展示開始当初より運転台内部への立ち入りが制限されており、そのため運転機器類の盗難による欠品がほとんど出なかった。ただし、保存開始当初と比べると、前照灯が大形化しているなど異なる部分も見られている。
当機が保存されている群馬県では、1988年11月にD51 498が動態復元され、上越線「SL奥利根号」（後の「SLみなかみ」）などとして運転が開始された。同機は国鉄分割民営化によって誕生したJR東日本のスターとして、復活当時より東日本管内各地でのイベント運行のために転々とするが、年々、各地方自治体からによるSL運行の要望が多々あり、D51 498だけでは要望を満たしきれない状況が続いていた。このため、1998年に真岡鐵道が動態復元したC11 325を借り入れ、2001年より只見線「SL会津只見号」などとしてローカル線でのSLイベント出張運行に使用し、各地でのSL運行の要望に応えるようにした。しかし、C11 325は小型のタンク機関車であり、自治体からの運行機関車の要望に応えられないこともあった。なお、1999年にJR東日本が2機目のSLとして復活させたC57 180は、基本的に「SLばんえつ物語号」専用であり、特別な場合を除き新潟支社および仙台支社（磐越西線内に限る）管轄外でのイベント運転には起用されなかった。また、東日本管内のイベント運行のうち、数回は秩父鉄道「SLパレオエクスプレス」として活躍するC58 363も登場したが、ATSの関係などにより2001年からは秩父鉄道線内のみの運行になっている。
2008年（平成20年）12月、「SL湯けむり号」として運行を控えていたD51 498が、小牛田運輸区での火入れの際に機関助士のミスによって空焚き事故を起こしてしまう。約9か月間D51 498が使用できなくなったことによる様々な弊害が生じる結果を引き起こしたこの事故がきっかけとなり、JR東日本はD51 498の予備機という名目のもとで3機目となるSLの動態復元に向け、SL復活プロジェクトを2009年（平成21年）2月に立ち上げた。プロジェクト調査開始当初の報道では、碓氷峠鉄道文化むらに保存されているD51 96をはじめ、かつて北海道旅客鉄道（JR北海道）が運行していたC62 3なども調査リストに含まれていたが、まだ当機のことは報じられていなかった。
2009年6月、JR東日本は当機が復元できる可能性を秘めているとして、近く復元する方針を固めたとの報道がなされた。この時点ではJR東日本からの直接的な動態復元についての告知はなく、各報道機関への声明発表のみとされていた。そして12月、JR東日本より12月度記者会見ならびにホームページ上にて、当機の動態復元についての正式な発表が行われた。この時点での復元後の当機の取り扱いとしては、まず2011年春以降を目処にD51 498の本拠地である高崎車両センター高崎支所に配置され、D51 498同等「SLみなかみ」（現「SLぐんま みなかみ」）および「SL碓氷」（現「SLぐんま よこかわ」）のメイン牽引機として年間110日程度の運行が行われる予定であることとされていた。また、D51 498が検査中の場合、あるいは「SLみなかみ」などの運行で高崎に残っている際にイベント要請があった場合、東日本管内のイベント列車牽引機として抜擢することも予定されている。当機の復元により、かねてより課題だった大型蒸機によるイベント運行に対して柔軟に対応できることや、前述のトラブルなどに際しての代走がスムーズに行えるなどのメリットが生まれている。また、既に運行されているD51形とC57形双方の構造と製造技術を兼ね備えていることもあり、整備や運転面などでの有利さも、当機が動態復元機として選ばれる理由となった。当機の復元に伴って、高崎車両センターが保有する旧型客車7両もあわせて再整備することが発表され、復活直前の2011年（平成23年）早春に第一次工事（ドアの改造・手洗いの整備）を実施・完了した。
動態復元の正式発表後、華蔵寺公園遊園地では、公園を離れることを記念し、12月下旬より運転室内の特別公開が行われた。また、当機の復元を祝う看板を用意した他、報道当時の新聞を諸元説明の隣に掲示するなど、復活への意気込みをアピールした。最終的な展示は年明けの2010年1月11日まで行われ、その後は復元準備のために当機の周囲への立ち入りを禁止する処置が施された。1月19日、3台のトレーラーによって炭水車、ボイラー、主台枠および走り装置の3つに分けられた。翌20日未明より搬送され、同日の明け方までに復元工事が行われる大宮総合車両センターへ到着、21日に復元工事着工式が執り行われ、本格的な解体作業が開始された。この復元に際しては、映画「男はつらいよ」などで知られる山田洋次監督から、このC61 20の復元にまつわる作業などをドキュメンタリー映像として記録したいとの申し出があり、復元の流れに沿って映像を撮影している。ボイラーは3月から11月までの間、サッパボイラにて修復を実施、また動輪・車輪は住友金属工業にて整備・新造が行われた。ボイラーは保存状況がやや粗雑だったこともあり、全体の4割が腐食していたが、煙管・加熱管をすべて交換することはもちろん、蒸気ドーム自体の修繕も念入りに行われた。また、他の部品でも使用できなくなったものも点在し、新たに新規製造する部品も多かったことから、これらがのちの復元作業の進行に影響を及ぼすこととなった。
2010年12月10日には復元作業を終え戻ってきたボイラーと整備が完了した主台枠との取り付け作業が行われた。明けて2011年（平成23年）1月27日大安に、当機の火入れ式が同センター内にて行われ、これをもって1973年に火を落として以来、38年ぶりに当機のボイラーに火が再び入れられた。本来はこの時点ですべてが組み立てられ、火入れ後そのまま昇圧を行う予定ではあったが、腐食部位が予想以上に多かったことから整備が間に合わず、この時の当機は前日までに組み立てを行い車体塗装を施工、動輪を繋ぐ連結棒などのない、いわゆる仮組立の状態で火入れ式に臨み、挙行後は自然消火された。また、火入れ式に間に合わせるべく急ピッチで組み立て作業を行っていたため、当機の前面ナンバープレートは所定より40 mm下に取り付けられていたり、テンダーのナンバープレートも若干右下がりとなっていたりしたが、営業開始後に前面ナンバープレートは位置修正が行われた。遅れて2月16日に本格的な火入れを行い、ボイラーの昇圧試験が実施され、汽笛の吹鳴試験もあわせて行われた。ここで煙突から煙を上げ汽笛を鳴らす当機の復活を迎えた。2月21日より、同センター内の工場試運転線にて構内試運転が実施された。この際、初日の21日と最終日24日は「はつかり」のヘッドマークを掲げ、続けて23日には2009年暮れにD51 498が上越線で試運転を行った際に掲げられた「ゆうづる」調デザインの「C61復活記念 試運転」のヘッドマークを掲出して試運転を行っている。東北新幹線「はやぶさ」運転開始の3月5日には、これにあわせたイベントを開催し、「はやぶさ1号」および「はやぶさ3号」との並走を試運転線で実施した。この際、当機には日本貨物鉄道（JR貨物）門司機関区から借用した「はやぶさ」のヘッドマークを装着し、さらに鉄道博物館の車両展示線にて初めての一般公開、および完成後の報道公開が行われた。3月30日付で車籍復帰を果たして大宮総合車両センターを出場、4月1日深夜には新しい住処となる高崎車両センターへ回送された。なお、3月11日に発生した東日本大震災による当機への影響は出ていないが、電力供給不足などによる理由により、予定より数日ほど遅れて出場した。
復元工事開始前からの歩みは、所有する高崎支社のホームページにも掲載され、「蒸気機関車　C6120　復元への道」と題して紹介されている。新聞報道などでは分からなかった当機の復元過程を、事細かに写真で見ることができる。

### 本線試運転から営業運転開始へ

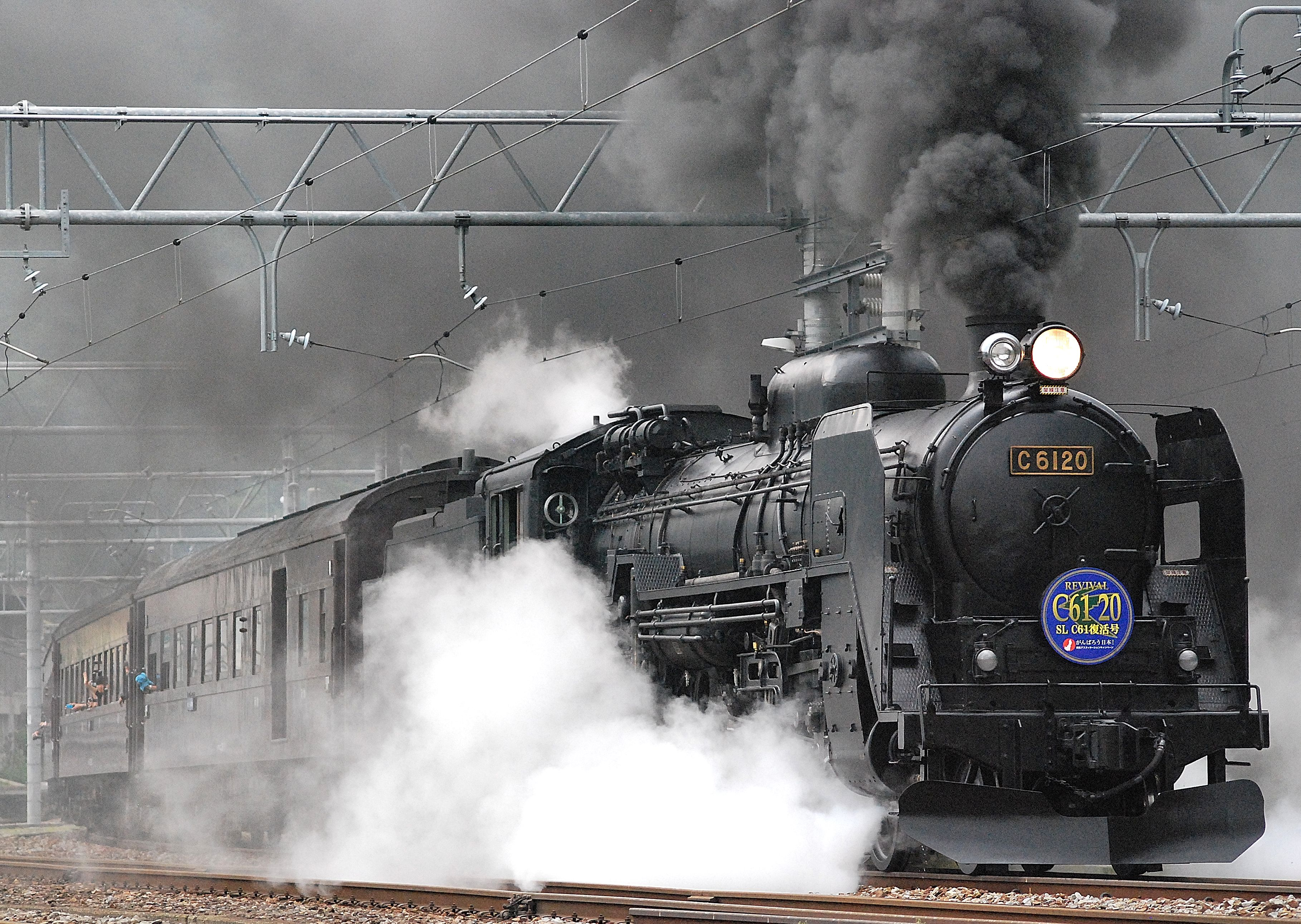
水上駅を出発するC61 20｢快速SL C61 復活号｣（2011年6月5日撮影）

高崎車両センターに到着した当機は、4月8日に同センターに在籍するD51 498と顔を合わせて社内公開された。その後は「D51ばんえつ物語」の準備によりD51 498の試運転が優先され、当機の本線試運転は4月21日より開始された。しかし、試運転初日にして折り返し地点である水上駅で故障が発生、止むを得ず蒸気を解放させて火を消し、DD51 842に救援させて高崎車両センターへ回送されることになった。この影響で翌日に予定された旧型客車の牽引は、DD51 888による牽引に振り替えられた。4月25日に故障から復帰し、この日同センター内に到着してから初めての報道公開を行った。翌26日より本線試運転が再開され、27日には延期されていた旧型客車を牽引しての試運転が実施された。なお、この際に山田洋次監督が機関車を使った撮影を行っており、随所にカメラを設置した（撮影は往路のみで、水上駅で機材の取り外し作業を実施）。営業運転開始に先立ち、5月5日に水上駅で、5月7日にも高崎車両センターにてそれぞれ展示会を実施した。時間によって「はやぶさ」と「はつかり」のヘッドマークを掲出した。なお、水上駅での展示会には、「SLみなかみ」の時刻で回送運転が行われ、この際にバックアップ用としてDD51 842を連結、さらに伴車客車として旧型客車4両も連結された。
復元作業の遅れや東日本大震災のため、当初予定されていた同年のゴールデンウィーク以降の運行開始に代わり、復活に際しての最大の目標とされた「群馬デスティネーションキャンペーン」での運行開始に間に合わせるべく、その後も高崎 - 水上間で本線試運転が幾度か行われた。そして、6月4日、東日本大震災からの復興を願うスローガン「がんばろう日本！」と書かれた、「はやぶさ」のヘッドマークデザインをモチーフにしたヘッドマークを掲げて、旧型客車による6両編成、472席が満席となった、9時56分高崎発水上行き「快速SL C61 復活号」を牽引し、これをもって復活営業運転を開始した。

### 営業運転開始とその後
復活後は「SLみなかみ（現・SLぐんま みなかみ）」や「SL碓氷（現・SLぐんま よこかわ）」をはじめとして、以下の臨時列車にも充当された。

#### 復活直後と群馬デスティネーションキャンペーン

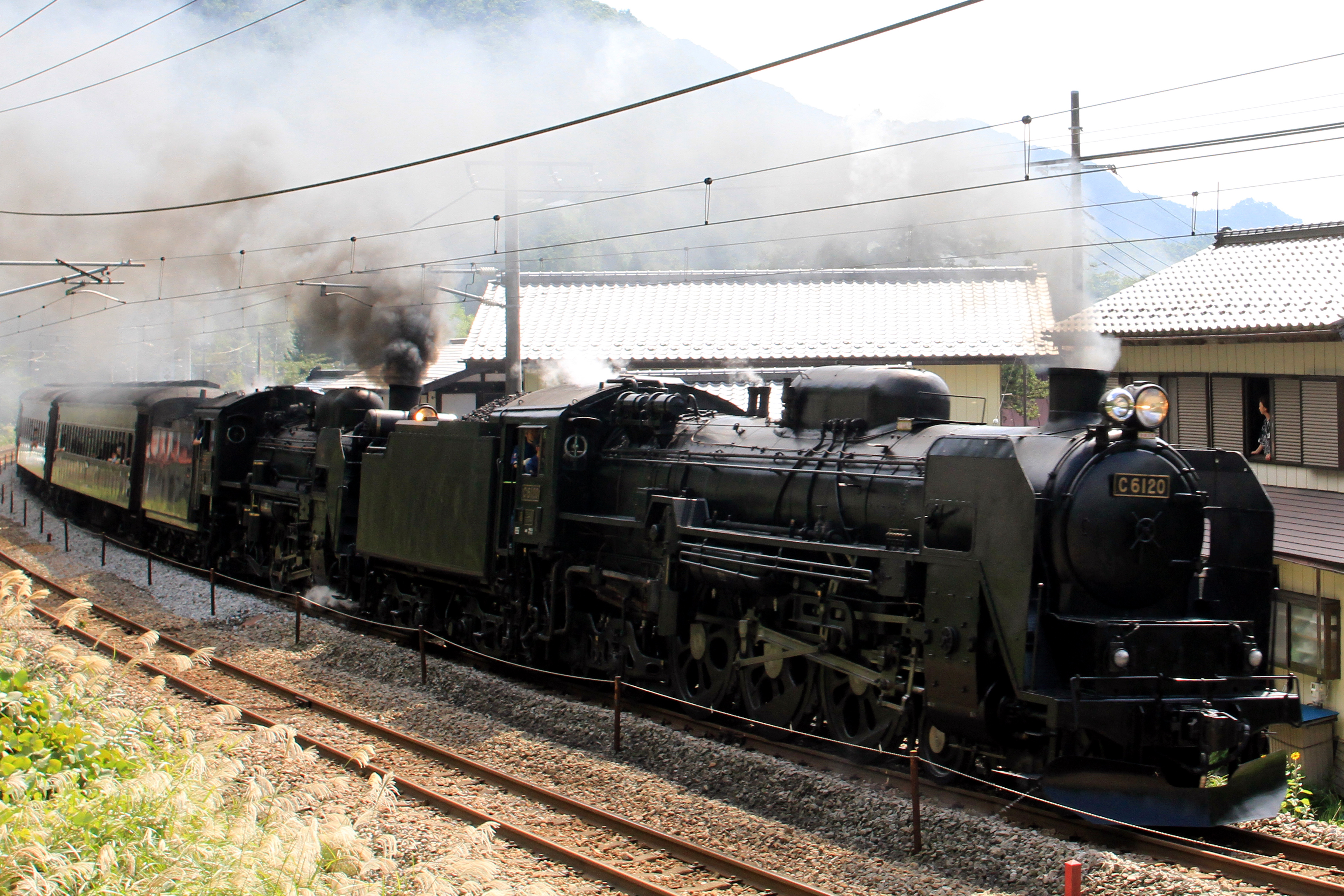
秩父鉄道のC58 363と旧型客車を従えて運転された｢SL重連レトロみなかみ号｣（2011年9月25日撮影）

- 2011年（平成23年）6月の土・日曜：上越線（高崎 - 水上間）「SL C61 復活号」[11]

旧型客車6両を牽引、期間後半はヘッドマークを装着せずに運転。
同機にとって復活後、初の営業運転となった。
- 2011年（平成23年）7月2日：上越線（高崎 - 水上間）「SLググっとぐんまみなかみ号」[12]

群馬デスティネーションキャンペーンのオープニングを飾る列車で、新津運輸区所属のC57 180との重連運転。ばんえつ物語の12系客車6両を牽引した。
高崎駅から上越線と信越本線が併走する区間では、D51 498が牽引する「SLググっとぐんま碓氷号」との同時出発ならびに併走運転を行った。
- 2011年（平成23年）9月23・25日：上越線（高崎 - 水上間）「SL重連レトロみなかみ号」

上記キャンペーンのファイナルイベントで、23日はD51 498と、25日は秩父鉄道所属のC58 363との重連運転。旧型客車6両を牽引。
ヘッドマークは「SL重連みなかみ物語」と同じデザインが考案されていたが、装着はされなかった。
25日の運転では、イギリスから来訪した2人のヨーク国立鉄道博物館関係者を招き、機関士服を纏って当機に特別乗務した。
- 2011年（平成23年）11月3日：両毛線・上越線（伊勢崎 → 高崎間）「SLいせさき号」[13]

これは当機が保存されていた華蔵寺公園遊園地がある伊勢崎市への里帰り・凱旋運転となる。
往路の高崎 → 伊勢崎間はEF65 501牽引の「ELいせさき号」として運転。当機は最後尾に連結された。客車は旧型客車4両を使用。
その後、列車名や運転形態および区間を年ごとに変えながら毎年11月3日に当機を使用したイベント列車が運行される。以下参照。
- 2012年（平成24年）11月3日：両毛線（桐生 - 高崎間）「SL両毛号」

往路の高崎駅から桐生駅まではEF65 501牽引の「EL両毛号」として運転され、当機は最後尾に連結された。なお、客車は12系5両。
- 2013年（平成25年）11月3日：両毛線（高崎 - 伊勢崎間）「SLいせさき号」

復路の伊勢崎駅から高崎駅まではEF64 38牽引の「ELいせさき号」として運転され、当機は最後尾に連結された。2011年とは牽引行路が逆になっている。なお、客車は2012年同様12系5両。「ELいせさき号」は本来、3年連続でEF65 501による牽引を予定していたが、前週に運転された「SL群馬県民の日号」運転中に不具合が発生し、「EL群馬県民の日号」はDD51 895が救援する「DL群馬県民の日号」として運転された。試運転ではEF60 19が随伴した。

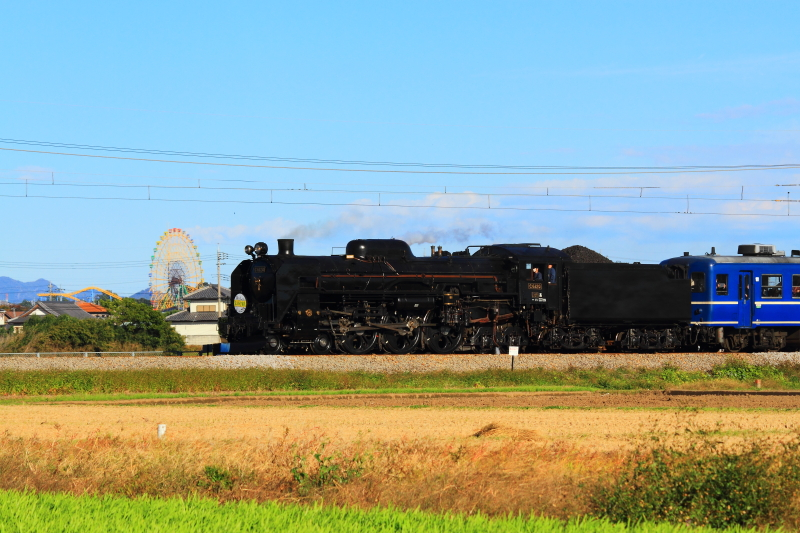
かつての保存場所、華蔵寺公園遊園地を横目に走る、SLシルク両毛号

2014年（平成26年）11月3日：両毛線（桐生 - 高崎間）「SLシルク両毛号」
往路の高崎駅から桐生駅まではEF65 501牽引の「ELシルク両毛号」として運転され、当機は最後尾に連結された。なお、客車は引き続き12系5両。

#### 高崎支社管轄外での出張運転

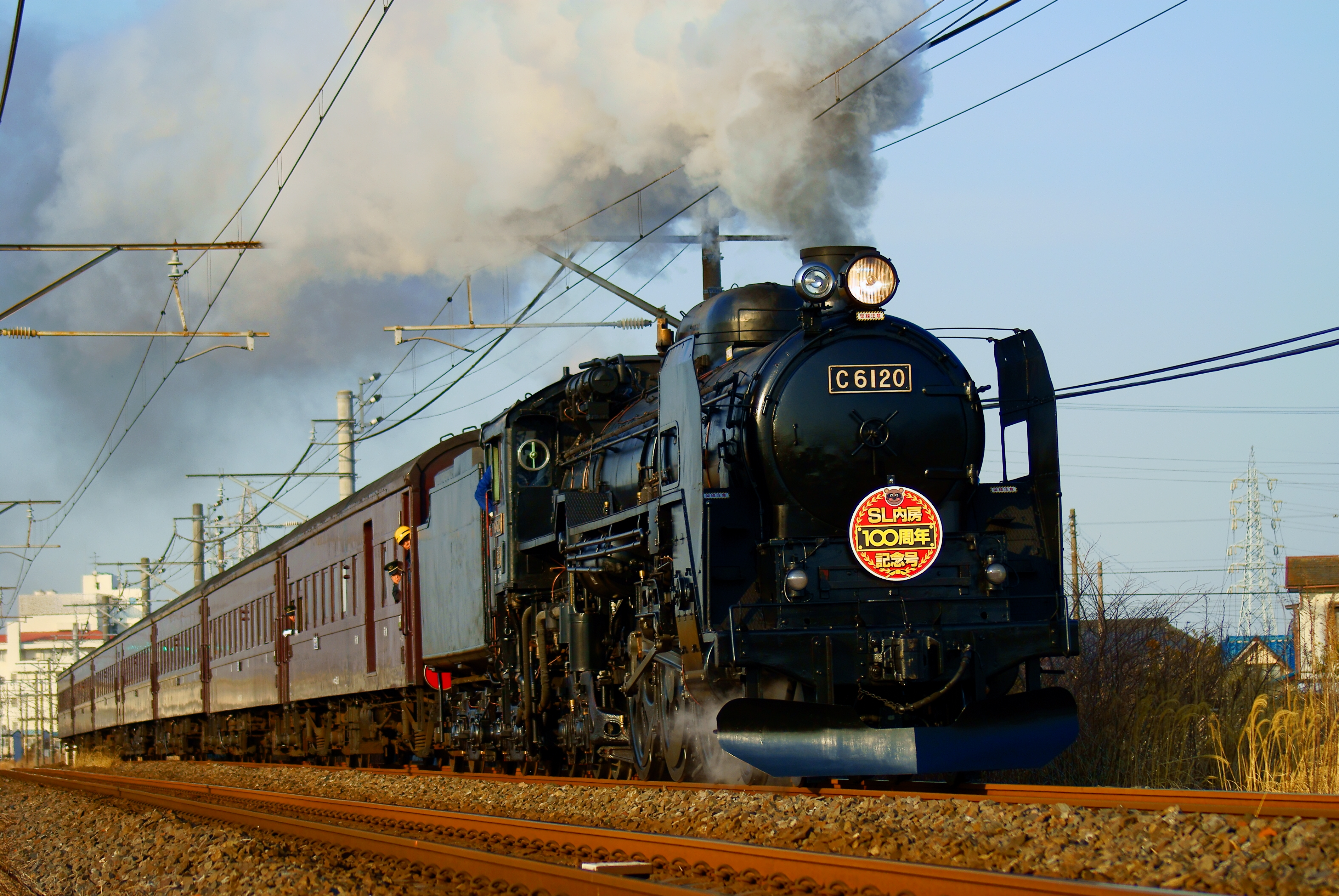
力行する「快速SL内房100周年記念号」(2012年2月10日撮影)

- 2011年（平成23年）11月19・20日：東北本線（一ノ関 → 北上間）「SLがんばろう岩手号」[14]

2012年4月から6月に開催を控えている「いわてデスティネーションキャンペーン」のプレイベントとして、平泉の世界遺産登録記念と東日本大震災からの復興に向けてエールを送る意味合いで運転された。
この列車が当機にとって復活後初の高崎支社管轄外での出張運転となった。
復路の北上 → 一ノ関間はDE10形牽引の「DLがんばろう岩手号」として運転。当機はDE10の重連の次位・逆向きに連結された。
旧型客車5両を牽引。
- 2012年（平成24年）2月10 - 12日：京葉線・内房線（千葉みなと → 木更津間）「SL内房100周年記念号」

2012年3月に内房線（蘇我 - 姉ケ崎間）が開業100周年を迎えるにあたり、その記念イベントとして運転された。
往路の木更津 → 千葉みなと間はDE10形牽引の「DL内房100周年記念号」として運転。当機は最後尾に連結。
旧型客車7両（スタッフ用含む）を牽引。現在JR東日本が保有する旧型客車全車両を使用するSL牽引の列車は極めてまれである。
- 2012年（平成24年）7月28・29日：東北本線（郡山 → 福島間）「SLふくしま復興号」

旧型客車5両を牽引
2011年の「SLがんばろう岩手号」に次ぐ震災復興列車牽引で、初めて高崎運輸区の機関士が運転に携わらない列車となった（運転エリアである仙台支社では会津若松運輸区にて多数の甲種蒸気動力車操縦者免許を取得している運転士が在籍しており、6月13・14・21・26日に当該乗務機関士が高崎 - 水上間で実車訓練を行った。また、今回乗務した機関士は全員福島県に縁のある人物である）。
復路の福島 → 郡山間は転車台がないことと上り急勾配の区間があるため、ED75形が牽引の「ELSLふくしま復興号」として運転し、当機は最後尾に連結。
- 2012年（平成24年）10月20・21日：奥羽本線（秋田 - 東能代間）「SLあきた路号」

12系客車6両を牽引
奥羽本線内の秋田駅など7駅の開業110周年記念およびプレ秋田デスティネーションキャンペーンの目玉イベントとして運転。
この区間でのSL運転は2002年（平成14年）11月のD51 498による「SLあきた路号」以来10年ぶりとなる。
秋田地区でのC61形運転は41年ぶりで、当機の里帰りの一つともなる。
- 2013年（平成25年）2月9 - 11日：成田線（佐原 → 銚子間）「SLおいでよ銚子号」

旧型客車6両（スタッフ用含む）を牽引
往路の銚子 → 佐原間はDE10形牽引の「DLおいでよ佐原号」として運転。当機は最後尾に連結。
- 2013年（平成25年）6月29・30日：東北本線（仙台 → 小牛田間）「SL仙台宮城DC号」

旧型客車5両を牽引
往路の小牛田 → 仙台間はED75形牽引の「ELSL仙台宮城DC号」として運転。当機は最後尾に連結。
- 2013年（平成25年）10月12 - 14日：奥羽本線（秋田 - 横手間）「SL秋田こまち号」

旧型客車6両を牽引
秋田デスティネーションキャンペーン（2013年10月1日 - 12月31日）のスペシャルイベントとして運転。
この区間でのSL運転は2005年（平成17年）9月のD51 498による「SL奥羽号」以来8年ぶりとなる。
一部区間において、秋田新幹線E6系「スーパーこまち」との並走・追い越しやすれ違いが見られた。なお、試運転時はE3系「こまち」と並走するシーンも展開された（本運転では車両をE6系に変更している）。
- 2014年（平成26年）6月28・29日：東北本線（郡山 → 福島間）「SL福島プレDC号」

旧型客車5両を牽引
上記の「SLふくしま復興号」に続いて同区間2回目の運転となる。
復路の福島 → 郡山間は前回同様、ED75形が牽引の「ELSL福島プレDC号」として運転し、当機は最後尾に連結。
- 2014年（平成26年）10月18・19日：奥羽本線（秋田 - 東能代間）「SLあきた路号」

旧型客車6両を牽引
第29回国民文化祭・あきた2014およびアフター秋田DC開催記念の目玉イベントとして運転。
上記の2012年での運行に続いて同区間2回目の走行となる。
- 2014年（平成26年）12月5 - 7日：水郡線（水戸 → 常陸大子間）「SL奥久慈清流ライン号」

12系客車4両を牽引
同線の全通80周年を記念して運行。
当機の非電化区間での運行はこれが初めてとなった。
往路の常陸大子 → 水戸間はDE10形牽引の「DL奥久慈清流ライン号」として運転。当機は最後尾に連結。
- 2015年（平成27年）5月3 - 31日までの土・日・祝日（4・10日を除く）：信越本線・磐越西線（新潟 - 会津若松間）「C61ばんえつ物語」

C57 180の全般検査施工により、上記期間当機が「SLばんえつ物語」の代走機として活躍。新潟 - 会津若松間を1日1往復した。
「SLばんえつ物語」シリーズにおいては、当機復活後初めての牽引機抜擢となる。
なお、この内5月30日は豊実 - 徳沢間における線路点検の影響で往路運転中4時間、津川駅および豊実駅にて運転見合わせとなり、復路は会津若松駅を19時過ぎに発車、行き先を新津駅に変更し23時過ぎに到着の夜行列車となった。
- 2018年（平成30年）10月13・14日：奥羽本線（秋田 - 湯沢間）「SLこまち号」[18]

旧型客車6両を牽引
編成後部には秋田車両センター（現・秋田総合車両センター南秋田センター）所属のDE10形が連結され、13日はDE10 1647、14日はDE10 1759が使用された。
- 2019年（令和元年）10月12日：男鹿線・奥羽本線（男鹿 → 秋田間）「SLおが号」

12系客車4両を牽引
「秋の さく、さく、あきた」観光プロモーションの一環として男鹿線でのSL運行を初実施。同線でのSL走行は47年ぶりとなった。
往路の秋田 → 男鹿間はDE10 1647牽引の「DLおが号」として運転。当機は最後尾に連結。
10月13日も運行予定であったが、令和元年東日本台風（台風19号）の影響により、運休となった。また、10月14日に同編成を用いた「SL&DL構内回送」が秋田 - 秋田総合車両センター南秋田センター（当時秋田車両センター）間にて2往復運行予定であったが、こちらも同センターの公開イベント中止に伴い、運休となった。

## 復元後の当機の装備と容姿

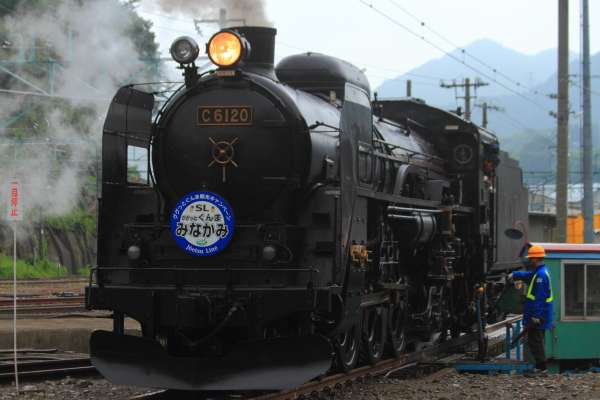
2012年7月時点でのC61 20のスタイル。煙室扉ハンドルが真鍮の金色になっている。

当機の外観で一番大きく変化が見られた炭水車には、D51 498などと同様に機関車の火室内に重油をバーナーで噴射して火力を高める重油併燃装置が取付けられたため、炭水車後部に重油タンクの取り付けが行われた。現役時代、当機には一度も重油タンクが載せられなかったことから、初めての実装となる。また、炭水車自体の水容量の確保の面から、D51 498やC57 180のように甲板内側に収まりきらず、甲板からやや上に突き出た形となった。このカモフラージュも兼ねて、炭水車前部にはD51 498と同じく増炭板を設置して対応した。当機の外観は、1966年に青森機関区に戻ってきた頃の姿をベースとし、前部標識灯はD51 498やC57 180と若干異なり、大型のLP403形と小型のLP42形の中間の大きさを持つ、旧型電車で使用されていたLP402E形に交換され、前面側左手にはシールドビーム式の副灯LP405形を追加、そしてスノープラウの常備化という、いわゆる東北形重装備を模した復元がなされている。ただし、タブレットキャッチャー装備のために後方下側に移された両サイドのナンバープレートはオリジナルの位置に戻されている。なお、副灯は通常の場合、主灯との切り替えスイッチの作動によって点灯させるが、当機の場合は別回路としたため主灯との同時点灯が可能である。副灯の外枠は現役時代は青森機関区所属時代の晩年は黒色であったが、配置当初はC62 3と同様に銀色に塗られていたため、配置当初の姿に合わせた。新規製造としたスノープラウの常備化についてはD51 498同様、新たに設置されたATS-P形の車上子・機器類の保護とカモフラージュ（目隠し）の目的を兼ねたもので、現役時代に使用されたものと比較するとやや大きめである。スノープラウ後部に取り付けられているステップ（踏み板）は、静態保存時の部品を整備・再使用しており、このため「仙C6120」の刻印が現在も残されている。そのため、東北形のスノープラウは通常ステップと一体型となっているが、当機はこの配慮の関係でステップを別とし、スノープラウの角度も浅くされている。タービン発電機はATS-P装置の電源を確保するため、D51 498と同様に大形の発電機を2基搭載する姿に変わった。ただし、万が一両方ともに故障で使えなくなった場合を考慮し、高崎車両センターを出区し「SLみなかみ」の行程を終えるまでの約8時間（折り返しの際の休憩時間を除く）は運行できるように蓄電池も装備されている。前部標識灯を除き、標識灯・運転室内灯はLED方式に変更し、発電機への負荷を軽減している。炭水車後部連結部には、動輪の車軸の軸受の潤滑油量の影響での焼損などのトラブル防止のために軸受の潤滑油の温度を測定する油温センサーが取付けられており軸受の油温データを伝送し牽引する客車でその温度状況を管理・監視するためのジャンパ栓（KE100）が追加された。D51 498やC57 180にも同様の油温センサーとジャンパ栓が装備されている。冬季の旧型客車牽引を想定して、蒸気暖房用の蒸気管も復元整備が行われ、使用が可能になっている。復活当初1年間は煙室扉のハンドルは現役時代同様に黒色に染めており、国内に現存する煙室扉の黒塗りハンドルの姿を持つ本線用復元大形機としては、C62 3に続き2例目となっており、またあわせて空気圧縮機などにも真鍮の飾り帯を設置せず、あくまでも現役時代の姿を可能な限りまで再現させていた。しかし復活後初めての中間検査A施工後の2012年6月、最初の営業運行となった「SL C61復活記念号」からは、煙室扉のハンドルやシリンダー排気口および点検蓋の磨き出しが行われ金色に（煙室扉ハンドルについては水上駅転車台広場に静態保存されているD51 745から流用）、また同時に空気圧縮機に真鍮の金帯が設置され、このためC57 180やD51 498と同様の復活蒸機の基本スタイルに変更された。ただし、営業運行開始直前の同5月に試運転を行った際、ランボードに白線を入れた特急機仕様になり、「あさかぜ」を模した試運転ヘッドマークを掲出するという特別な演出が行われている。
運転室内の復元後の姿としては、自動給炭機（メカニカルストーカー）が撤去され、焚き口の位置を下げたうえで、付近の運転室床も平坦にされた。これは今回の復元に際し、現在使用されている石炭の品質が良く熱量が高く、現役時代に比べて余裕のある運転のためストーカーが必須となる程の投炭量ではないこと、重油併燃を行うこと、積車ブレーキ率による制動距離を確保するための軽量化、D51 498と同等の運行技術を継承する目的、およびストーカー機器類による投炭作業性悪化の懸念、そしてストーカーそのものの腐食が激しかったため復元が極めて困難だったこと、など様々な要因が考慮されたためである。これにより、当機は現役時代のC61形とは異なる運転台環境となり、滑り止めが施されることになっている床板も、オリジナルの網目板から現在調達できる縞鋼板となった。現在、ストーカー本体は、大宮総合車両センター内で保存されている。このため運転室下部のストーカーエンジンも撤去となったが、その空間の穴埋めも兼ねて、上記の油温センサーの発熱状況を照査するための機器が設置された。機関士席の運転台にも変化が見られ、ATS装置の更新が行われた。当機はD51 498と同等に運行することを目的とし、首都近郊など多くの線区で運行ができるように、現役時代に使用されてきたATS-S形から新形の保安装置であるATS-P形とATS-Ps形に変更・追加装備された。ATS-P形およびATS-Ps形の表示機は加減弁左上に設置され、D51 498の設置状況と比べてATS-P形の表示機は見易い位置にされている。炭水車に積載されるATS-P形用の電源機器は、重油タンクの後部に設置しているD51 498と異なり、当機の電源機器は運転室右後ろに設置され、電源機器の管理のしやすさも考慮された。これは、当機がD51 498とは違う形式の炭水車を使っているためで、当機の炭水車はスペースに比較的余裕があったための電源配置となっている。また速度計は、このATS-P形・ATS-Ps形の新規設置に伴い、これまでの復活蒸機で使用されてきた既存の機械式速度計から、国鉄形電気機関車の速度計を模した電気式速度計に変更した。日本のSLで速度計そのものの種類を一新したのは当機が初めてである。さらにATS-Ps形用の速度検知もテンダー台車に設置されたが、機械式速度計用の従台車回転棒は、見栄え用のダミーとして撤去されずに残された。防護無線装置は復元当初よりデジタル無線を導入しており、D51 498同様前述の重油タンクにアンテナを設置している。ボイラーの水面計は、視認性と安全性を高めた新型の水面計に振り替えられている。
動輪のタイヤ、先輪、従輪、炭水車輪のすべてが新たに製造されている。当機の特徴である振替えられた第二先輪（後述）は、第一先輪と同じプレート輪心形に交換されることになり、見栄えの整備も行われた。外観は従前と同じプレート輪心であるが、その実は現在の鉄道車両と同様の一体圧延車輪であり、考証に沿った見栄えとするため、輪心には、先輪4箇所、従輪3箇所、炭水車輪2箇所の丸穴が開けられている。
ボイラーの最高使用圧力は、腐食の著しかったボイラーが新品に近い形で修繕され、所定の15 kg/cm2 (1470 kPa) で使用されている（D51 498は14 kg/cm2 (1370 kPa) ）。最高運転速度は、本機のブレーキ力（積車ブレーキ率）が、「鉄道に関する技術上の基準を定める省令」第69条で定められる50/100に満たなかったため、本来の100 km/hで運転することはできず、75 km/hまでに制限した。試運転の結果では75 km/hでの非常制動距離が500 m以内であり、規定の600 mを十分にクリアしている。なお、東日本管内での運転限界最高速度は「SLばんえつ物語」の65 km/hとしており、同列車を担当するC57 180が運行する際のダイヤを用いての運転が可能であるが、加速性が若干乏しい影響で1分から2分程度の誤差が生じる（理由は後述）。2011年8月2日に行われた信越本線（高崎 → 横川間）における試運転では、磯部 → 横川間における25 ‰の急勾配区間で空転が多発し、停止寸前まで速度が落ちた。本来、横川 → 高崎間への回送を牽引する最後尾のDD51形はぶら下がりの無動力扱いのはずであったが、この事態によりディーゼル動力を使い当機の後補機となって勾配を登った。これにより、以後急勾配区間では必ず後補機を必要とすることとなった。この事態の背景には、ストーカー設置に伴って設計されていた従輪2軸配置による軸重軽減が、先述したとおりストーカー装置を撤去したため、車軸にかかる重量負担2.8 t分緩和したことによって動輪粘着力低下を助長し、空転を起こしやすい状態になったものと考えられている。ただし、上越線などのような10 ‰程度の緩勾配路線では単機運転が可能となっている。また、条件によっては最大15 ‰まで単機運転で対応も可能となっている。その上で、空転を起こしやすいバランスになっていることから、加減弁の開放具合を控え目にしたり、逆転機を使って絞り率を綿密に調整するなどの技術が必要とされ、結果としてフルパワーでの運転は満足にできず勾配を登るためのトルクが足りなかったことも一因とされている。これらの条件により、発車時を含め本来のパワーを発揮しきれない状況でいる。2011年9月までは「群馬デスティネーションキャンペーン」の目玉を飾るべく、こうした状況の中DD51形の動力を補いながらも信越本線での牽引運転を予定通り行った。それ以降、信越本線でのSL列車はD51 498の牽引が基本運用となっているが、2012年秋から2013年春はD51 498が全般検査による運用離脱で運転ができず、当機が充当される機会が到来するものの、上り勾配となる高崎 → 横川間での牽引ではなくなり、復路の横川 → 高崎間での下り勾配を走る運用で設定されている（往路は牽引力のある電気機関車またはディーゼル機関車による運転となっている）。高崎 → 横川間での牽引は、D51 498が牽引する予定で直前で不具合等が生じ運転が不可能になり、かつ指定券を発売済みの時に限り行われることになっている。

## 当機の第二先輪
今回の動態復元により当機の第二先輪はプレート形に交換され、特徴的な2つの異なる先輪を持つ当機としての復元はなされないが、それ以前までは第二先輪は、C59戦前形と同様の丸穴ウエップ付のものとなっていた。当機が仙台機関区在籍時代の1963年ごろに、僚機のC61 15が深い軸焼けを起こし、折しも郡山工場に入場中だった当機の第二先輪と交換することでC61 15の運用復帰を果たした。第二先輪を失った当機については、廃車となったC59形から流用することとなり、この先輪を用いて郡山工場を出場したとされる。さらに1969年の土崎工場での全般検査では、先に廃車となったC60 9（元C59 46）が装着していた第二先輪と交換され、二度にわたって振り替えが行われていることが明らかとなっている。この度の動態復元で交換されるまでの間、静態保存時を含め、長い期間、C60 9から流用された丸穴ウェップ付き先輪を装備していた。なお、動態復元の際に交換された先輪は、大宮総合車両センター内で保存されている。